# 六硝基六氮杂三环十二烷二酮
六硝基六氮杂三环十二烷二酮，简称HHTDD，是一种威力巨大但对湿气极敏感的炸药。它本质上与环状硝胺笼状化合物，例如六硝基六氮杂异伍兹烷(CL-20)类似。它爆炸力巨大，爆速甚至超过著名的CL-20。它即使在痕量水存在下也能快速分解，使得实际应用的可能性很低。
在浓盐酸中，用1,4-甲酰基-2,3,5,6-四甲基哌嗪与尿素反应，生成2,4,6,8,10,12-六氮杂三环[7.3.0.03,7]十二烷-5,11-二酮二盐酸盐水合物。然后进行硝化即可得到产物HHTDD。